# Inundações em Moçambique em 2000
Ao longo do mês de fevereiro e março de 2000 ocorrem cheias e enchentes em Moçambique.  A inundação catastrófica foi causada por fortes chuvas que duraram cinco semanas e deixaram muitos desabrigados. Aproximadamente 800 pessoas foram mortas. 1 400 km2 de terras aráveis foram afetados e 20.000 cabeças de gado e alimentos foram perdidos. Foi a pior inundação em Moçambique em 50 anos.
O evento começou na África do Sul, quando fortes chuvas chegaram a Moçambique. Isso causou dezenas de mortes. 44.000 ficaram desabrigados e muitos deles perderam algum tipo de parente. Mais tarde, o ciclone Eline veio e destruiu muito mais casas e vidas. As mulheres e crianças corriam para um abrigo e terras altas. 800 morreram e milhares de animais foram mortos. O governo distribuiu 15 milhões de dólares (2.000 dólares americanos) aos seus cidadãos para contabilizar danos à propriedade e perda de renda. Em 2016, as pessoas ainda viviam em abrigos de recuperação com abastecimento de água flutuante.

## História meteorológica
Em outubro e novembro de 1999, fortes chuvas afectaram Moçambique, seguido por um período de fortes chuvas em Janeiro de 2000. Nos últimos dias de janeiro de 2000, as chuvas fizeram com que os rios Incomati, Umbeluzi e Limpopo ultrapassassem as suas margens, inundando partes da capital Maputo. No Chókwè, o rio Limpopo atingiu o nível 6 m (20 ft) em janeiro 24, o dobro do seu nível normal. Algumas áreas receberam chuvas de um ano em duas semanas. As enchentes resultantes foram consideradas as piores a afetar as nações desde 1951.
As enchentes estavam começando a diminuir no final de fevereiro, quando o ciclone Eline atingiu a costa. Eline foi um ciclone tropical de longa duração que atingiu perto da Beira no pico de intensidade em fevereiro 22. No final de fevereiro de 2000, a situação era considerada o pior desastre natural do país em um século.

## Impacto
No final de fevereiro, as enchentes já haviam causado aumento da malária e diarreia. As enchentes também interromperam o abastecimento de água e cobriram estradas, com a rodovia principal norte-sul cortada em três locais. Amplas áreas foram inundadas, o que deslocou cerca de 220.000 pessoas, e matou cerca de 150 pessoas antes de Eline atacar.
Os efeitos combinados das enchentes anteriores e Eline deixaram cerca de 463.000 pessoas deslocadas ou desabrigadas, incluindo 46.000 crianças de cinco anos ou menos. No geral, as enchentes anteriores e Eline causaram cerca de 700 mortes, metade em Chokwe. com danos estimados em $ 500 milhões (2000 USD). O ciclone e as cheias interromperam grande parte do progresso económico que Moçambique tinha feito na década de 1990, desde o fim da guerra civil.

## Rescaldo
Antes da chegada de Eline, o governo de Moçambique apelou à comunidade internacional por ajuda em resposta às cheias, e os países começaram a fornecer ajuda. O presidente de Moçambique na época, Joaquim Chissano, solicitou ajuda adicional após o desembarque de Eline, pedindo $ 65 milhões para reconstrução e ajuda de emergência, e posteriormente aumentando o pedido para $ 160 milhões. Em 17 de março, vários países prometeram ajuda de $ 119 milhões para Moçambique. Em 4 de março, 39,6 toneladas de vários produtos de ajuda chegaram ao país, que quase sobrecarregaram o pequeno aeroporto de Maputo.
O governo da Holanda doou ƒ5 milhões de florins (US $ 2,2 milhões) ao país, após ter doado cerca de ƒ2 milhões de florins (US $ 871.000). O governo italiano destinou ₤ 10 mil milhões de liras (2000 ITL ), metade dos quais para assistência de emergência imediata, e a Dinamarca destinou € 2,68 milhões de euros. Suécia enviou 10 kr milhões (2000 SEK ) e a Irlanda € 507.000 para o Programa Alimentar Mundial. Portugal entregou 40 toneladas de ajuda, incluindo alimentos, remédios, tendas e botes, e a Cruz Vermelha espanhola enviou dois voos de ajuda. O Canadá forneceu cerca de US $ 11,6 milhões ( CAD ) para Moçambique, enquanto os Estados Unidos forneceram $ 7 milhões em alimentos por meio de sua Agência para o Desenvolvimento Internacional, parte de seus $ 50 milhões de contribuição. O Serviço de Ajuda Humanitária da Comunidade Europeia forneceu € 25 milhões no início de março. Botswana doou P23 milhões de pula ( BWP, US $ 5 milhões), e as Maurícias forneceram cerca de $ 100.000 (USD). A nação de Gana voou com $ 100.000 em alimentos e roupas para Moçambique. A Austrália também forneceu $ 1 milhões para o país, e a Arábia Saudita voou com o equivalente a dois aviões de ajuda. A Concern Worldwide alocou $ 650.000 (USD) no final de fevereiro. Os Médicos Sem Fronteiras enviaram uma equipa de cinco pessoas ao Buzi para ajudar os residentes. A Fundação Bill & Melinda Gates enviou $ 350.000 para a CARE no início de março. Durante o Jubileu de 2000, a maioria das nações ricas adiou o pagamento da dívida por um ano. O Reino Unido cancelou seus $ 150 milhões de dívidas no final de fevereiro, e a Itália cancelou seus $ 500 milhões de dívidas em março.
O governo de Moçambique usou barcos para evacuar residentes nas zonas de inundação, estabelecendo 121 acampamentos para evacuados. No entanto, o país tinha uma capacidade limitada para resgates generalizados devido à insuficiência de helicópteros. A África do Sul enviou uma frota de doze aviões e helicópteros para operar missões de busca e resgate, bem como lançar alimentos no ar. Eles foram assistidos por dois helicópteros do Malawi, seis do Reino Unido e dez da Alemanha. Em março 7, a frota de 29 helicópteros resgataram 14.204 pessoas. As enchentes residuais contribuíram para surtos de malária e cólera, com infecções por malária em quatro vezes a taxa normal matando pelo menos 11 pessoas. Áreas no sul de Moçambique também perderam acesso a água potável, aumentando a desidratação e doenças. Além disso, o Serviço de Ação contra Minas das Nações Unidas expressou preocupação com o fato de que as enchentes mudaram os locais das minas terrestres que sobraram da guerra civil do país. Mais tarde, os remanescentes do Ciclone Gloria interromperam o trabalho de socorro devido às fortes chuvas. Os moradores começaram a voltar para casa no início de março, depois que as enchentes diminuíram.